# Zoey 102
Zoey 102 är en amerikansk dramakomedifilm från 2023 i regi av Nancy Hower, samt en uppföljare till TV-serien Zoey 101, som gick på Nickelodeon mellan åren 2005 och 2008. Filmen hade amerikansk streamingpremiär på streamingtjänsten Paramount+ den 27 juli 2023. Bland rollerna syns Jamie Lynn Spears, i rollen som Zoey Brooks. Även en del andra skådespelare från Zoey 101 medverkar i filmen, bland annat Sean Flynn, Matthew Underwood och Erin Sanders.
Filmen har än så länge (september 2023) inte släppts för streaming i Sverige, eller i något av de andra nordiska länderna. Anledningen till detta är att Paramount+ inte längre finns tillgängligt i Norden, utan har istället ersatts av den andra streamingtjänsten Sky Showtime.

## Handling
Filmens handling kretsar för det mesta kring Zoey Brooks, som en dag, efter att ha lämnat Pacific Coast Academy (PCA) femton år tidigare, får en inbjudan till sina gamla klasskamrater Logan Reese och Quinn Penskys bröllop, där hon ska vara en av dess brudtärnor. På detta bröllop återförenas hon även med en del andra PCA-klasskamrater, bland annat med sitt tidigare stora kärleksintresse Chase Matthews. 

## Rollista
- Jamie Lynn Spears – Zoey Brooks
- Sean Flynn – Chase Matthews
- Christopher Massey – Michael Barret
- Erin Sanders – Quinn Pensky
- Matthew Underwood – Logan Reese
- Abby Wilde – Stacy Dillsen
- Jack Salvatore Jr. – Mark Del Figalo
- Owen Thiele – Archer March
- Thomas Lennon – Kelly Kevyn
- Dean Geyer – Todd